# Итри
Итри (итал. Itri) је насеље у Италији у округу Латина, региону Лацио.
Према процени из 2011. у насељу је живело 8360 становника. Насеље се налази на надморској висини од 174 м.

## Становништво
| 1936. | 1951. | 1961. | 1971. | 1981. | 1991. | 2001. | 2011.  |
| ----- | ----- | ----- | ----- | ----- | ----- | ----- | ------ |
| 6.645 | 7.130 | 6.805 | 6.368 | 6.847 | 7.949 | 8.749 | 10.460 |